# Rodrigo Pérez de Arce
Rodrigo Pérez de Arce Antoncich (Santiago, Chile) es un arquitecto y académico chileno.

## Biografía
Pérez de Arce se tituló de arquitecto en la Pontificia Universidad Católica de Chile en 1972. En 1973 emigró a Londres, donde obtuvo el Diploma de Historia y Teoría por la Architectural Association dos años más tarde. En 2011 obtuvo el título de Doctor Arquitecto por la Universidad Central de Venezuela en Caracas.
Desde 1990 es profesor titular de la Escuela de Arquitectura de la Pontificia Universidad Católica de Chile, además ha dictado clases en la Architectural Association y en las universidades de Bath, Pensilvania y Cornell.
Además de su rol académico, ha participado en el diseño de obras arquitectónicas en Chile a través de concursos públicos como el Centro Cultural Estación Mapocho junto a Teodoro Fernández y Montserrat Palmer, la remodelación de la Plaza de Armas de Santiago, la Cripta de la Catedral Metropolitana de Santiago y la remodelación del Mercado Puerto en Valparaíso. Asimismo, en 2021 obtuvo el tercer lugar en el concurso de diseño del Parque Observatorio Cerro Calán en Chile.
En 2022 recibió el Premio Sergio Larraín García-Moreno, otorgado por el Colegio de Arquitectos de Chile "al arquitecto o arquitecta que se haya distinguido en el campo académico o de investigación".

## Reconocimientos
- 2022 — Premio Sergio Larraín García-Moreno del Colegio de Arquitectos de Chile

## Publicaciones

### Libros
- 2006 — Domicilio urbano. Ediciones ARQ.
- 2016 — Hecho a Mano. Ediciones ARQ.[8]
- 2018 — City of Play. Bloomsbury[9]

### Libros en colaboración
- 2003 — Escuela de Valparaíso – Ciudad Abierta , escrito junto a Fernando Pérez Oyarzún. Editorial TANAIS.[10]